# Bernisse
Bernisseeste o comună în provincia Olanda de Sud, Țările de Jos. Comuna este numită după râul Bernisse care o traversează, râu ce curge între râul Spui și Lacul Brielse în zona Delta Rinului.

## Localități componente
Abbenbroek, Biert, Geervliet, Heenvliet, Oudenhoorn, Simonshaven, Zuidland.